# Picot rogenc
El picot rogenc (Micropternus brachyurus) és una espècie d'ocell de la família dels pícids (Picidae) que habita la selva humida, vegetació secundària, palmerars, ciutats, terres de conreu, boscos rabassuts, bambú i manglars de les terres baixes des de l'Índia, Sri Lanka i sud-est de la Xina, cap al sud, a través del Sud-est Asiàtic fins Sumatra, Borneo i Java. Antany inclòs al gènere Celeus, avui és considerat l'única espècie del genere Micropternus Blyth, 1845.